# Stele von Atabey

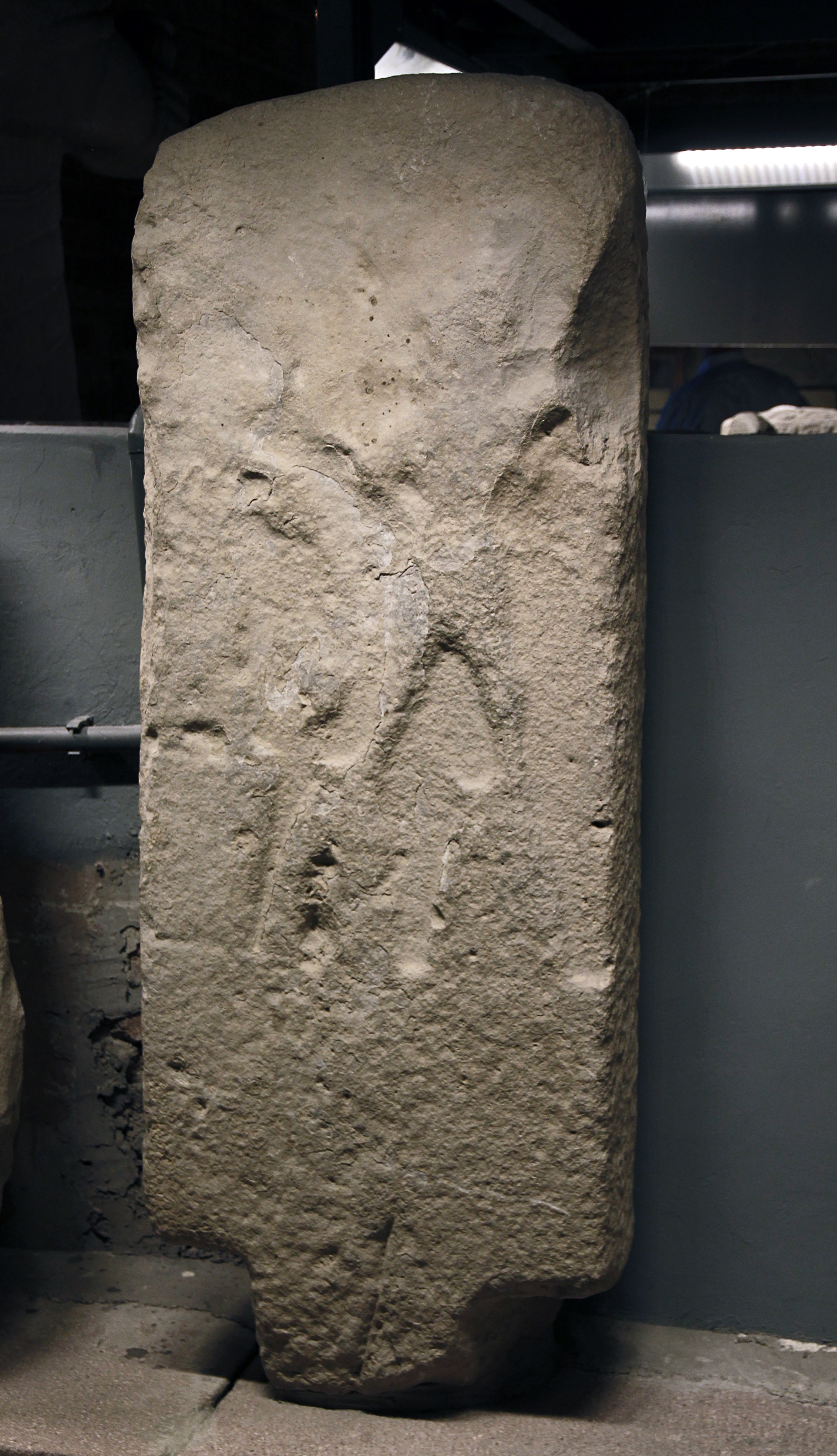
Stele von Atabey

Die Stele von Atabey ist ein späthethitisches Monument aus der Zentraltürkei. Die Stele ist heute im Museum für anatolische Zivilisationen in Ankara ausgestellt und hat die Inventarnummer 11409. Der Fundort Atabey liegt etwa 15 Kilometer nordöstlich von Malatya. Sie wird ins 13. oder 12. Jahrhundert v. Chr. datiert und dem Königreich Melid (Malatya) zugeordnet.

## Beschreibung
Die etwa rechteckig geformte Stele aus Kalkstein ist 1,53 Meter hoch bei einer Breite von 57 und einer Dicke von 33 Zentimetern. Die Seiten sind begradigt, die Rückseite gerundet. Am unteren Ende ist ein Zapfen angebracht, der zur Aufstellung in einem Sockel diente. Bis auf einen Ausbruch oben auf der rechten Seite ist sie vollständig erhalten. Durch Witterungseinflüsse ist der obere Teil des Reliefs stark erodiert und nur schlecht zu erkennen. Der Bildbereich wurde vor der Bearbeitung leicht eingetieft und geglättet. Abgebildet ist eine Libationsszene. Auf der rechten Seite steht auf zwei Bergen eine Gottheit, wahrscheinlich der Wettergott Tarḫunna oder ein lokaler Wettergott. Am linken Rand steht ihm eine opfernde Gestalt gegenüber, vermutlich ein Herrscher. Er steht ebenfalls erhöht auf gleichem Niveau wie der Gott und hat annähernd die gleiche Größe. Der Gott ist mit einem kurzen Rock oder einer Tunika bekleidet und trägt Schuhe mit hochgebogenen Spitzen. Auf dem Haupt sind Spuren eines konischen Helms erkennbar. Ein Arm ist leicht gebogen nach vorn gestreckt, der andere hinter dem Kopf erhoben, wo er ein gekrümmtes Schwert hält. Von diesem Arm fehlt durch den Ausbruch der Ellenbogen. Der Anbetende trägt ein langes Gewand. Er (oder sie?)  gießt die Opferflüssigkeit aus einem Krug in ein Gefäß, das zwischen den beiden Gestalten steht.
Libationsszenen sind von einigen hethitischen Reliefs bekannt, sowohl aus der Zeit des Großreichs (Fıraktın, Altınyayla), als auch aus der Zeit der späthethitischen Kleinstaaten (Darende, İspekçür). Dazu gehören auch mehrere Orthostaten aus dem nahegelegenen Arslantepe bei Malatya. David Ussishkin, der die Stele 1993 publizierte, sieht einige stilistische Übereinstimmungen mit großreichszeitlichen Darstellungen und datiert sie deshalb und aufgrund von weiteren stilistischen Ähnlichkeiten ins Ende des 13. oder ins 12. Jahrhundert v. Chr.